# Тельманский
Тельманский — посёлок в Благовещенском районе Алтайского края России. Входит в состав Яготинского сельсовета.

## Географическое положение
Расположен вблизи южного берега Кулундинского озера.

## История
Образовано из сел Гохгейм и Лондон. Основатели прибыли из Причерноморья.
Село Гохгейм основано в 1910 году. Католическое село, названо по молочанской колонии Гохгейм. В 1926 году проживало 173 жителя.
Село Лондон основано в 1912 году. В 1926 году проживало 248 человек.
Первый колхоз «Новая жизнь» был создан в 1929 году. Также были организованы колхозы «Новострой», им. Энгельса, «Рот Штерн». После объединения новый колхоз получил имя Тельмана, как впоследствии стали называть деревню. Школа построена в 1929 году.
В годы Великой Отечественной войны в село было депортировано несколько семей из Поволжья. Русские стали появляться после 1960-х гг., в основном в результате браков с немцами.
В 1961 году указом Президиума Верховного Совета РСФСР посёлок Лондон переименован в Тельманский.

## Население
| 1997 | 1998 | 1999 | 2000 | 2001 | 2002 |
| ---- | ---- | ---- | ---- | ---- | ---- |
| 339  | ↗350 | ↘348 | ↘346 | ↘340 | ↗343 |
| 2003 | 2004 | 2005 | 2006 | 2007 | 2008 |
| ↗363 | ↘349 | ↗381 | ↘354 | ↘352 | ↘324 |
| 2009 | 2010 | 2011 | 2012 | 2013 |      |
| ↗336 | ↗347 | ↘346 | ↘338 | ↘330 |      |